# Dava Newman
Dava J. Newman (Helena, Montana, 1964) fue subdirectora de la NASA. Newman obtuvo la cátedra en ingeniería biomédica aeroespacial y un máster en ingeniería y tecnología aeroespacial en el Instituto de Tecnología de Massachusetts (MIT). Se graduó como licenciada en ingeniería aeroespacial en la Universidad de Notre Dame en 1986. Es profesora del Programa Apolo de aeronáutica y astronáutica y Sistemas de Ingeniería en el MIT y en la facultad de Salud, Ciencias y Tecnología de Harvard-MIT, en Cambridge. Es miembro del MacVicar Faculty Fellow (por sus contribuciones a la educación universitaria), ex-directora del Programa de Tecnología y Políticas del MIT (2003-2015), y desde 2011, directora del Programa MIT Portugal. Como directora del Programa de Política y Tecnología del MIT (TPP), dirigió la mayor investigación multidisciplinar de posgrado del Instituto, con más de 1.200 alumnos. Desde 1993 forma parte del profesorado del departamento de la facultad de Aeronáutica y Astronáutica de la Escuela de Ingeniería del MIT. En diciembre de 2020 fue nombrada directora del MIT Media Lab.

## Investigación
Las investigaciones de Newman están centradas en la ingeniería biomédica aeroespacial y el estudio del comportamiento humano en diferentes entornos de gravedad. Newman ha sido la investigadora principal en cuatro misiones de vuelos espaciales. El experimento "The Space Shuttle Dynamic Load Sensors (DLS)" del transbordador espacial que midió las perturbaciones producidas por los astronautas en un entorno de microgravedad en la misión STS-62. El experimento "Enhanced Dynamic Load Sensors" en vuelo a bordo de la estación espacial Mir entre 1996 y 1998. Fue co-investigadora en el ensayo "Mental Workload and Performance Experiment (MWPE)" que voló en STS-42 para medir la carga mental de los astronautas y el control de la motricidad en microgravedad. Desarrolló el experimento de vuelo espacial MICR0-G para proporcionar un conjunto de sensores y estudiar la adaptación humana en entornos extremos. Fue la investigadora principal del MIT en el estudio del traje de contramedida de carga gravitatoria, o Skinsuit, que voló en la Estación Espacial Internacional como demostración tecnológica de la ESA desde 2015 hasta 2017.
Dava Newman es conocida especialmente por sus investigaciones sobre trajes para actividades espaciales, concretamente el BioSuit, cuya compresión directa sobre la piel proporciona presión mediante los materiales textiles con los que está hecho en lugar de gas presurizado. El traje está diseñado para ayudar a los astronautas a moverse más fácilmente de lo que permiten los trajes rellenos de gas. Estas tecnologías de trajes espaciales posteriormente se han aplicado a los "trajes blandos" para estudiar y mejorar la locomoción en la Tierra. Newman es la autora de Interactive Aerospace Engineering and Design, un libro de texto de introducción a la ingeniería. Ha publicado más de 300 artículos en revistas y congresos, y es titular de numerosas patentes de tecnología de compresión.

## Subdirectora de la NASA
En octubre de 2014, el presidente Barack Obama nominó a Newman como subdirectora de la NASA, pero el Senado de los Estados Unidos devolvió la nominación al presidente en diciembre de 2014, debido a que el 113.er Congreso levantó la sesión sin haberla confirmado para el cargo. Según las normas del Senado, para que Newman fuera confirmada, Obama tenía que volver a proponerla en el 114.º Congreso, y así lo hizo el 8 de enero de 2015. La confirmación ante el Comité de Comercio, Ciencia y Transporte del Senado fue el 25 de marzo de 2015. Tras ser recomendada por unanimidad por el Comité y aprobada por el pleno del Senado, el 27 de abril de 2015 fue confirmada en el cargo. Newman renunció al puesto el 20 de enero de 2017, coincidiendo con el final de la administración de Obama.

## Premios y reconocimientos
Los premios y reconocimientos seleccionados incluyen la NASA Distinguished Service Medal (2017), el Premio Women in Aerospace Leadership (2017) y el Premio Henry L. Taylor de la Asociación Médica Aeroespacial por los éxitos logrados en relación con los factores humanos aeroespaciales (2017). Su traje espacial BioSuit fue expuesto en la Bienal de Venecia (2015), el Museo Americano de Historia Natural (2012), el Museo de Victoria y Alberto, Londres (2012), el Museo de Ciencia e Industria de la Ciudad de París (2010), el London Museum of Science and Industry (2009) y el Museo Metropolitano de Arte (2008). La revista Time le otorgó el premio a la Mejor Invención de 2007. Newman formó parte de la lista de las cien mejores ingenieras en 2004 y recibió el premio Women in Aerospace National Aerospace Educator Award en 2001.
Newman ha sido directora de la casa Baker House del MIT.